# Conjure One
Conjure One é uma banda canadense de música eletrônica.

## Discografia

### Álbuns
- Conjure One (Nettwerk, 2002)
- Extraordinary Ways (Nettwerk, 2005)
- Exilarch (Nettwerk, 2010)

### Compactos
- "Center of the Sun" (com Poe) (2003)
- "Tears From The Moon" (com Sinéad O'Connor) (2003)
- "Sleep" (2003) (gravado originalmente por Edyta Górniak como "Sleep With Me")
- "Extraordinary Way" (2005)
- "Face the Music" (2006)

### Remixagens
- P.O.D. - "Youth of the Nation (Conjure One Remix)"
- The Crüxshadows - "Dragonfly (Conjure One Remix)"
- Collide - "Tempted (Conjure One Mix)"